# Campeonato Europeo de Curling Femenino de 2000
El XXVI Campeonato Europeo de Curling Femenino se celebró en Oberstdorf (Alemania) entre el 9 y el 16 de diciembre de 2000 bajo la organización de la Federación Mundial de Curling (WCF) y la Federación Alemana de Curling.
Las competiciones se realizaron en el Eislaufzentrum de la ciudad alemana.

## Tabla de posiciones
| Pos | Equipo    | G | P | G–P |
| --- | --------- | - | - | --- |
| 1   | Suecia    | 7 | 0 | –   |
| 2   | Suiza     | 5 | 2 | 1–0 |
| 3   | Noruega   | 5 | 2 | 0–1 |
| 4   | Alemania  | 4 | 3 | –   |
| 5   | Escocia   | 3 | 4 | 1–0 |
| 6   | Dinamarca | 3 | 4 | 0–1 |
| 7   | Rusia     | 1 | 6 | –   |
| 8   | Francia   | 0 | 7 | –   |

## Cuadro final
|  | Semifinales | Semifinales |   |          | Final        | Final |  |
|  |             |             |   |          |              |       |  |
|  |             |             |   |          |              |       |  |
|  | Suecia      | 4           |   |          |              |       |  |
|  | Alemania    | 2           |   |          |              |       |  |
|  |             |             |   |          |              |       |  |
|  |             |             |   |          |              |       |  |
|  |             |             |   |          | Suecia       | 9     |  |
|  |             | Noruega     | 4 |          |              |       |  |
|  |             |             |   |          |              |       |  |
|  |             |             |   |          |              |       |  |
|  |             |             |   |          | Tercer lugar |       |  |
|  |             |             |   |          |              |       |  |
|  | Noruega     | 6           |   | Alemania | 6            |       |  |
|  | Suiza       | 5           |   |          | Suiza        | 7     |  |